# جایزه پریکس‌پیکتت
جایزهٔ پریکس‌پیکتت، یک جایزهٔ بین‌المللی عکاسی است که توسط بانک پیکتت در ژنو به بهترین تصاویر با موضوع محیط زیست پایدار اعطا می‌شود. پیکتت در سال ۲۰۰۸ توسط گروه پیکتت مستقر در ژنو با مأموریت استفاده از قدرت عکاسی برای انتقال پیام‌هایی در مورد پایداری اکولوژیکی به مخاطبان جهانی تأسیس شد. هدف آن عکاسی با بهترین کیفیت است که برای نشان دادن چالش‌های اجتماعی و زیست‌محیطی موجود اعمال می‌شود. این جایزه ۱۰۰۰۰۰ فرانک سوئیس توسط هیئت داوران مستقل بین ۴۷۰۰ عکاس شرکت‌کننده داوری می‌شود و نهایتا به برنده آن اعطا میگردد. این جایزه از سال ۲۰۰۸، ده دوره در بیش از ۱۰۰ نمایشگاه در ۲۵ کشور با تعداد بازدیدکنندگان بیش از ۵۵۰۰۰۰ نفر به نمایش گذاشته شده است. ده نفر از برندگان این جایزه عبارتند: از: بنوا آکوین، نداو کاندر، میچ اپستاین، لوک دلهای، مایکل اشمیت، والری بلین، ریچارد موس، جوآنا چومالی، سالی مان و گوری گیل.

## پروسه
ورود به مسابقه پریکس‌پیکتت از طریق کاندید شدن برای کسب این جایزه صورت میگیرد. از نوامبر ۲۰۲۳، بیش از ۳۰۰ نامزد این جایزه، گروهی از متخصصان صنعت از سراسر جهان متشکل از عکاسان، گالریست‌ها، رؤسای آژانس‌ها، دانشگاهیان، نویسندگان، ناشران، متصدیان، بنیادهای عکاسی و دیگران بودند. هر عکاس نامزد شده میتواند تا حداکثر ده تصویر را برای بررسی بدین منظور ارسال کند.
جایزه پیکتت اولین بار در سال ۲۰۰۸ اعطا شد و در یک چرخه حدود ۱۸ ماهه فعالیت می‌کند. موضوعات گذشته شامل: آب، زمین، رشد، قدرت، مصرف، بی‌نظمی، فضا، امید، آتش بوده و در حال حاضر انسان است. از ماه مه ۲۰۱۴، این جایزه با مشارکت موزه ویکتوریا و آلبرت در لندن و برای دو دوره با مشارکت موزه هنر مدرن پاریس ارائه شده است.